# British Rail 390 sorozat
A British Rail 390-es sorozat a Virgin Trains nagysebességű villamosmotorvonat-sorozata. Angliában közlekedik a West Coast Main Line vonalon.
A londoni Euston vasútállomás a Virgin Trains végállomása. A vállalat és a kiszolgált vonal időközben sok változáson ment keresztül, a Virgin Trains a West Coast Main Line-t szolgálja ki olyan nagyvárosokkal mint Birmingham, Manchester, Liverpool és Glasgow.

## Műszaki jellemzés
A szerelvény tervezési sebessége 140 mph (230 km/h), de a legnagyobb engedélyezett sebessége a WCML vonalvezetés miatt csak 125 mph (200 km/h). A teljes flotta 53 db 9 részes szerelvényből áll, a vonat leggyorsabb útja a London-Glasgow közötti 645 km-es távon 3 óra 55 perc volt. A szerelvényen számos újítást és kényelmi szolgáltatást vezettek be: a hagyományos büfékocsi helyett kis önkiszolgáló boltot alakítottak ki (középső folyosó két oldalán hűtőpultok, és újságos standok), ahol üdítőket, újságokat és ételt lehet vásárolni, minden kocsiba helyeztek tájékoztató kijelzőket és minden ülésen található a repülőgépekről ismert fülhallgató csatlakozó 14 rádiócsatornával.
A billenőszekrényes kivitelnek és az alacsony tengelyterhelésnek köszönhetően a gyakran kanyargós vonalvezetésű pályákon a vonatok legnagyobb menetrend szerinti sebessége 200 km/h lehet. Az Alstom cég Virgin Pendolino szerelvényei az ún. Tiltronix technológián alapuló billenőszekrényes rendszerrel vannak felszerelve, amely ívben haladáskor nyolc fokig képes a járműszekrényt bedönteni, ezáltal nagyobb haladási sebesség mellett is javítja az utasok kényelmét és biztonságát.
A járműflotta futásteljesítménye 67 000 kilométer/nap. Egy dolgozó vonatszerelvény futásteljesítménye 1425 km/nap.

## Története
A Virgin Trains azt tűzte ki célul, hogy a közlekedési piaci verseny győztese lesz.
Ehhez először is megfelelő járművekre volt szüksége. Erre a célra a British Rail 390 sorozatjelű billenőszekrényes Pendolino villamos motorvonatok bizonyultak a legalkalmasabbnak. A vonatokat a francia Alstom cég gyártotta, az Angel Trains lízing cég vásárolta meg és adta tovább lízing-konstrukcióban a Virgin Trainsnak.
Az eredetileg üzembe állított 52 Pendolino szerelvénye a Virgin Trains eredményes utasszám növelő munkájának köszönhetően napjainkra már kevésnek és kis kapacitásúnak bizonyult. A szerelvények 2003. évi üzembe helyezése óta a Virgin Trains által üzemeltetett West Coast Main Line-t vonalon az utasok száma 40%-kal növekedett. A Virgin igényelte a Pendolino flotta bővítését és a vonatok teljes értékű, hosszúidejű, magas rendelkezésre állású, megbízható karbantartását is. A járműflotta tulajdonos Angel Trains ezért 1,5 milliárd angol font értékű, új Pendolino vonatszerelvények szállítására és 10 éves karbantartására vonatkozó szerződést írt alá az Alstom Transport-tal.
A megállapodás négy új, 11 kocsiból álló Pendolino szerelvényt és a meglevő 52 szerelvény közül 31 vonat mindegyikének további két kocsival történő meghosszabbítását foglalja magában. Az újonnan megrendelt 106 járművel a lízingcég járműparkjának teljes kapacitása 7240 ülőhellyel bővül. A szerződés tartalmaz egy opciót a fennmaradó 21, ma még 9 részes szerelvény későbbi időpontban, újabb kocsikkal történő kiegészítésére. A négy új Pendolino szerelvény és a már meglevő vonatok bővítéséhez szükséges további kocsik az Alstom Transport nagysebességű vasúti szerelvényeket gyártó olaszországi, Savigliano-i központjában készülnek. Az új járművek gyártása 2009 januárjában vette kezdetét. A jelenlegi, 9 kocsiból álló szerelvények tizedik és tizenegyedik kocsijának üzembe helyezésére az Alstom Transport Edge Hill-ben, Liverpoolban található Vasúti Karbantartó Központjában kerül sor, ahol most jelentős átépítési munkálatok kezdődnek az új kocsikat és szerelvényeket befogadó modern depó kialakítása érdekében. Beruházások kezdődtek az Alstom Transport további négy, az Egyesült Királyság nyugati partvidékén található vasúti karbantartó egységében is, előkészítendő a létesítményeket a hosszabb vasúti szerelvények befogadására.
A Brit Közlekedési Minisztérium jóváhagyásával megszületett megállapodás magában foglalja a Pendolino járműpark teljes körű gyártó cégre bízott szervizellátását. A Virgin Trains-el kötött megállapodás 2012-ben esedékes lejártát követően további tíz évvel hosszabbítja meg az Alstom a jelenlegi karbantartási szerződését.